# 哈迪刺鯿
哈迪刺鯿（学名：Acanthobrama hadiyahensis）為輻鰭魚綱鯉形目雅羅魚科刺鯿屬的其中一種，被IUCN列為極危保育類動物，分布於亞洲沙烏地阿拉伯淡水流域，棲息在底中層水域，生活習性不明。

## 扩展阅读
維基物種上的相關：哈迪刺鯿